# Jerónimo Ardid
Jerónimo o Gerónimo Ardid Alcayne (Alcañiz, Teruel, 1573 - Zaragoza, 1650), fue un jurista español, agrónomo y arbitrista (economista, tal y como se entendía en el siglo XVI y XVII) que escribió en el siglo XVII.

## Biografía
Nació en Alcañiz, donde inició sus estudios, siendo infanzón. Su padre se llamaba también Gerónimo y era notario real, oﬁcio que ejerció al menos entre 1562 y 1608, y fue procurador de Alcañiz en las Cortes celebradas en Monzón en 1585, en las que fue jurado como futuro rey Felipe III de Castilla. En marzo de 1594 fue insaculado en los oﬁcios del Reino, como inquisidor y judicante de Alcañiz. Estaba casado con Juana Riques. Tuvo varios hijos, de los cuales destacaron no sólo Gerónimo, sino Juan Tomás, que fue notario como su padre, secretario del consejo y familiar del Santo Oficio.
Gerónimo se doctoró en Leyes en la Universidad de Zaragoza antes de 1589; fue compañero de estudios y amigo de quien luego fue arcediano de Calatayud, el doctor don Pedro Martínez de Sigüés, y alcanzó gran renombre como abogado; ostentó cargos importantes (fue abogado del Ayuntamiento de Zaragoza) y en el reino (fue abogado del justicia de Aragón e insaculado como abogado del Reino al menos en dos ocasiones (1619-1620 y 1638-1639); intervino en pleitos difíciles y muy sonados. En 1602 se inscribió en la cofradía de San Martín y Santa María Magdalena de Valdealgorfa y el 2 de agosto de 1604 se otorgaron las capitulaciones para su matrimonio con Luisa de Luna y Bardaxí. El matrimonio se instaló en Zaragoza y poseía un patrimonio importante: dos casas en Zaragoza; cuatrocientos olivos; bienes muebles por valor de 46.100 sueldos, y pensiones anuales que ascendían a 5.916 sueldos 8 dineros. Su novia, muy joven, le dio catorce hijos, de los que sobrevivieron cuatro.

## Obra
Escribió sobre la economía de Aragón en la primera mitad del siglo XVII; entre los arbitristas se distingue por la amplitud y variedad de los temas que abordó, no sólo de carácter jurídico, sino también político y económico. Publicó bajo pseudónimo Restauro de la agricultura y destierro del ocio (s. a., pero 1646), su obra más importante y primera impresa en Aragón que trató específicamente sobre agricultura, muy apreciada durante la Ilustración. Aparte de los importantes datos que ofrece sobre la economía aragonesa de su tiempo, señala allí no menos de catorce males que sufre la agricultura:
- Catástrofes atmosféricas y plagas.
- Mala elección aplicación de plantas y semillas.
- Mal reparto del trabajo entre jornaleros y juntas.
- Malas podas.
- Sobrestrantes y torreros.
- Los criados.
- Las malas guardas.
- Los animales de labranza y su carestía.
- El ganado en la huerta.
- Las echas y las alfardas.
- La entrada de vino foráneo, a pesar de la prohibición.
- La impericia de albéitares y herradores.
- Los vagabundos y otras personas que cosechan pájaros, caracoles, espárragos, roya, codornices, tordas, espigadores y cogedores de aceitunas, mieses y racimos.
- Regatones y tendezuelas.

Propone la creación de una Casa de Labor que permitiese disponer a los labradores de una organización propia que defendieese sus intereses, de la misma forma que tenían los ganaderos (Casa de Ganaderos, con Justicia y Capítulo), los colmeneros (con Capítulo) y los mercaderes (con Justicia). Para crearla, propone que —con autorización del Concello General— la ciudad apruebe un Estatuto.
También escribió una Invectiva contra el vicio de la usura y usureros (Zaragoza, 1624) escrita en colaboración, que utiliza argumentos bíblicos, históricos y jurídicos para oponerse a la usura. De estas dos obras hay una buena edición moderna de Antonio Peiró Arroyo, Obras económicas. Invectiva contra el vicio de la usura y usureros, y restauro de la agricultura y destierro del ocio (1624-1646), Zaragoza: Insttución Fernando el Católico (CSIC), 2011. 
Otras obras suyas son Memorias de Alcañiz, de su población. Encomienda de Calatrava, extensión y fertilidad de su terreno, jurisdicción y otras cosas (Zaragoza, 1603); Adiciones a este escrito publicadas dos años más tarde; Comentario del Fuero; Prohibición de la saca de plata (Zaragoza, 1630); Memorial de la Imperial Ciudad de Zaragoza al Rey nuestro Señor, con respuesta al de los Diputados del Reino de Aragón, sobre el Privilegio de XX de este año de 1644 (Zaragoza, 1644). 
Se opuso a los impuestos que debían financiar la Unión de Armas del Conde-Duque de Olivares con un Discvrso, en la ardva, y grave cavsa de Dios Nuestro Señor, de su Majestad, y del Reyno de Aragon, siempre à entrambos ﬁdelissimo publicado en 1626. 
En 1613 publicó un Discurso Político, Legal sobre desmembraciones territoriales, a favor de Villarroya, y en fecha que no conocemos un Tratado sobre si los Señores de Iglesia, Orden, ó Religión, que tienen en Aragon Lugares, y Vasallos con jurisdicción civil, y criminal pueden de su autoridad, sin licencia del Rey nuestro Señor dividir los Terminos, y Jurisdicciones, que los Serenissmos Reyes de Aragon sus predecesores les dieron, y concedieron unidos en su principio. En 1624 publicó una obra acerca de las regalías sobre las minas de oro y plata, Pro Domino nostro Rege in Materia Mineralium Auri, & Argenti, & aliorum Jurium Regalium in locis Ecclesie, & Religionis Regni Aragonum.